# رودريغو باوليستا
رودريغو باوليستا (بالبرتغالية: Rodrigo Paulista‏) هو لاعب كرة قدم برازيلي في مركز الهجوم، ولد في 4 مارس 1985 في ساو باولو في البرازيل. لعب مع نادي إنترناسيونال ونادي غواراني ونادي فيغورينسي ونادي كاشياس دو سول.

## وصلات خارجية
- رودريغو باوليستا على موقع قاعدة بيانات كرة القدم.إي يو (الإنجليزية)
- رودريغو باوليستا على موقع Soccerway.com (الإنجليزية)